# Buenaventura Rizo Patrón
Buenaventura Rizo Patrón (Piedra Blanca, 4 de octubre de 1811 - Salta, 13 de noviembre de 1884) fue un sacerdote franciscano argentino, que ejerció como Obispo de Salta entre 1861 y 1884.

## Biografía
Nació en el pueblo de San José de Piedra Blanca, el mismo pequeño pueblo en que en 1803 había nacido el después obispo de Paraná, Luis Gabriel Segura, y en 1826 nacería Fray Mamerto Esquiú, después obispo de Córdoba. 
Proveniente de una influyente y antigua familia tucumana, fue cuarto nieto de Ygnacio de Çelayarán y Ugarte.
Fue bautizado con el nombre "Mariano de Jesús", habiendo sido hijo de Nicolasa Flores Zelarayán y Astudillo, perteneciente a una tradicional familia tucumana y de Juan Luis Rizo Patrón. De acuerdo a la tradición, tenía seis años cuando un terrible susto lo dejó sin habla de forma aparentemente permanente; la madre prometió a Dios hacer que su hijo ingresara en el clero si la recobraba, de modo que cuando el niño volvió a hablar, su futuro ya estaba decidido. Estudió en el convento franciscano de la ciudad de Catamarca e ingresó a la Orden Franciscana el 22 de noviembre de 1830, a la edad de 19 años, adoptando el nombre de "Buenaventura". En 1833 fue ordenado sacerdote en el convento franciscano de Córdoba, donde se dedicó a la docencia, alcanzando sucesivamente las responsabilidades de prefecto de los novicios, guardián del convento y superior provincial.
Desde el fallecimiento de Nicolás Videla del Pino en plena guerra de independencia, la diócesis de Salta —que abarcaba todo el noroeste argentino permanecía vacante, sin que se hicieran esfuerzos por subsanar la anormalidad. En diciembre de 1858, a solicitud del presidente Justo José de Urquiza, el papa Pío IX nombró obispo de Salta a fray José Eusebio Colombres, pero éste falleció sin haber sido consagrado a principios del año siguiente. El 13 de julio de 1860, el papa nombró para el cargo a fray Buenaventura Rizo Patrón. Fue consagrado en Córdoba por el obispo de esa sede, José Vicente Ramírez de Arellano, y se hizo cargo del obispado en julio de 1861.
Dedicó los primeros seis años de su obispado a la misión autoimpuesta de visitar todas las parroquias de su extensa diócesis, administrando los sacramentos y organizando la actividad religiosa. Entró en sucesivos conflictos con los curas párrocos por su insistencia en la estricta observancia de las fórmulas de los documentos —con lo que se privó de la colaboración del más brillante de sus subordinados, Escolástico Zegada, que renunció a su cargo de vocario en San Salvador de Jujuy— tanto como por la censura contra sus inmoralidades y faltas de respeto durante la celebración de la misa. Cubrió los cargos de cura párroco en decenas de parroquias abandonadas y fundó muchas nuevas.
En 1864 se enfrentó con el gobernador salteño Cleto Aguirre en defensa del cura de Rosario de Lerma, que hacía política opositora y que el gobierno ordenó separar del cargo. El obispo lo repuso, a lo que el gobernador respondió mandándolo arrestar y cerró capillas y oratorios en toda la provincia. Para mayor provocación, el gobierno limitó a cinco minutos el toque de campanas, lo que llevó al arresto de los sacerdotes Luis Beltrán Alfaro, Francisco Castro y Pascual Arce y Zelarayán; a la Madre Superiora y a dos monjas pertenecientes al Colegio de las Educandas (hoy Colegio de Jesús) y al sacristán de la Catedral de apellido Toledo, que violaron esa norma. Tras varios meses de discusiones, el conflicto quedó superado tras tensas negociaciones entre el enardecido gobernador y el indignado obispo.
En 1863, el obispo había creado el seminario diocesano, pero debió cerrarlo al año siguiente, en medio de la crisis con el gobierno. Instalado en una nueva sede —la misma que en la actualidad— el seminario fue nuevamente abierto por el mismo obispo en 1874. En 1877 se creó la Sociedad Vicentina, una institución de caridad organizada por mujeres de las clases más pudientes, en la ciudad de Tucumán.
Impulsó las obras finales de la ampliación de la Catedral de Salta, aunque una enfermedad le impidió presidir la ceremonia de consagración de la misma. Fomentó la prensa católica, apoyando y divulgando periódicos tales como El Creyente en Catamarca, La Esperanza en Salta, El Fiel Católico en Santiago del Estero y El Católico en San Miguel de Tucumán.
A principios de 1884 estalló un conflicto con las autoridades de la provincia de Santiago del Estero, que sancionaron una constitución provincial que dejaba de lado toda mención a la religión. El obispo Rizo Patrón respondió con una carta pastoral que acusaba de herejía a quienes y amenazaba con la excomunión a quienes la habían firmado y quienes la defendieran. En el mes de septiembre, en una segunda pastoral, el obispo acusó al gobierno nacional de nombrar maestros extranjeros protestantes con el deliberado propósito de "descatolizar" al pueblo. El presidente Julio Argentino Roca decretó la separación de Rizo Patrón de su cargo, junto con los vicarios foráneos de Santiago del Estero y Jujuy.
El obispo no llegó a ser desplazado de su cargo: diez días después de la firma de ese decreto, falleció en la ciudad de Salta.
Una calle de la ciudad de San Fernando del Valle de Catamarca y varias escuelas de esa provincia llevan su nombre.